# 7189 Kuniko
7189 Kuniko è un asteroide della fascia principale. Scoperto nel 1992, presenta un'orbita caratterizzata da un semiasse maggiore pari a 2,2329283 UA e da un'eccentricità di 0,1537608, inclinata di 3,51931° rispetto all'eclittica.
L'asteroide è dedicato alla poetessa e astrofila giapponese Kuniko Fujita (1923-1992) .